# کانت-میانسکی
کانت-میانسکی (به لهستانی:  Kąty-Miąski) یک روستا در لهستان است که در گمینا ستراخووکا واقع شده‌است.